# Comté de Kilifi
Le comté de Kilifi est un des 47 comtés du Kenya et un des six comtés issus de l'ancienne province de la côte. Situé sur la « côte Nord » du Kenya, son chef-lieu est Kilifi.

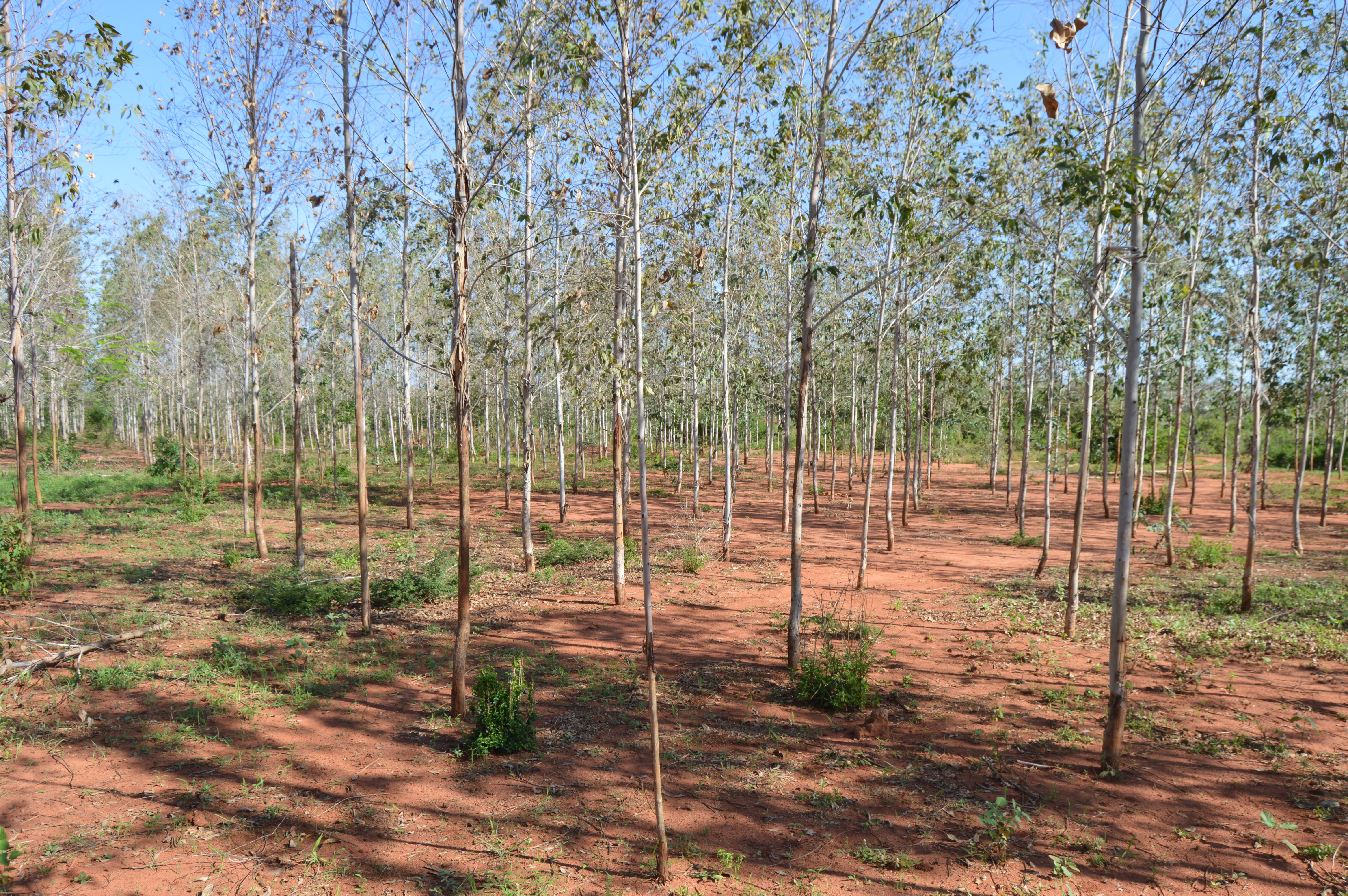
Reboisement à Dzikunze.

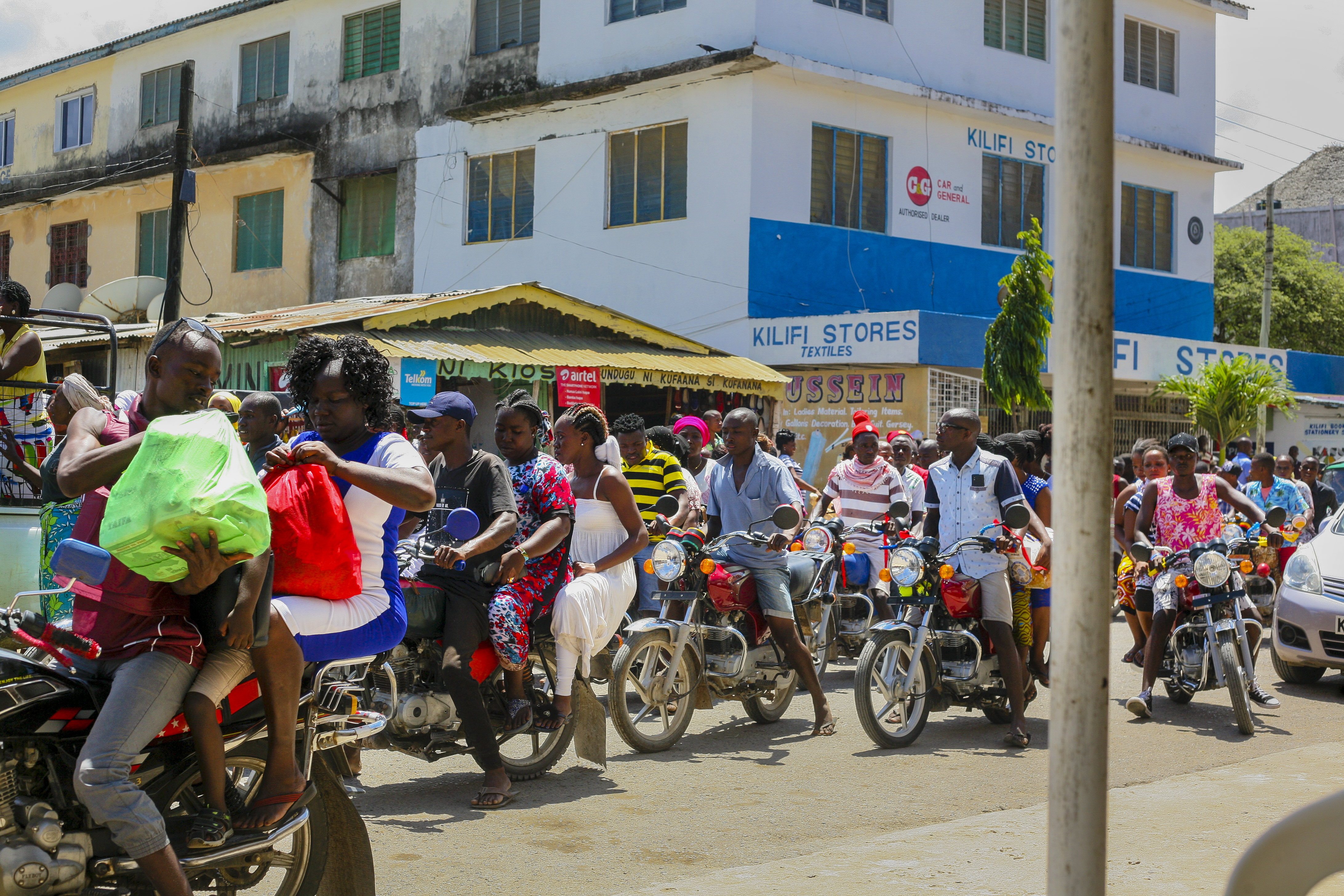
Circulation dense à Kilifi.

## Histoire
C'est le 4 août 2010, par l'adoption par les Kényans de la nouvelle constitution, qu'est créé le comté. Cependant, il faut attendre le 28 mars 2013 pour la pérennisation de ses pouvoirs législatifs et exécutifs.